# Municipio de San Antonio (Canelones)
El Municipio de San Antonio es uno de los municipios del departamento de Canelones, Uruguay. Tiene como sede la ciudad homónima.

## Ubicación
El municipio se encuentra localizado en la zona norte del departamento de Canelones, entre los arroyos del Tala y Canelón Grande. Limita al noreste y este con el municipio de San Bautista, al sur con el municipio de Santa Rosa, al oeste con el de Santa Lucía y al noroeste con el municipio de San Ramón.

## Características
El municipio fue creado por ley 18.653 del 15 de marzo de 2010, y forma parte del departamento de Canelones. Su territorio comprende al distrito electoral COA de ese departamento. Su territorio coincide con el de la 15.ª sección judicial del departamento de Canelones.
Según la intendencia de Canelones, el municipio cuenta con una población de 3.552 habitantes, lo que representa el 0.7% de la población departamental, habitando el 55.2% de su población en el medio rural.
Su economía, está basada en la agricultura y la ganadería.
Su superficie es de 166 km².
Forman parte de este municipio las siguientes localidades:
- San Antonio
- Paso de la Cadena

## Autoridades
Las autoridades del municipio son el alcalde y cuatro concejales.
Alcaldes según período:
| Nº | Alcalde        | Partido             | Inicio del mandato      | Fin del mandato         | Observaciones     | Concejales                                                                              |
| -- | -------------- | ------------------- | ----------------------- | ----------------------- | ----------------- | --------------------------------------------------------------------------------------- |
| 1  | Nelly González |                     | 2010                    | julio de 2015           | Alcalde elegido   |                                                                                         |
| 2  | Damaso Panni   | Partido Nacional PN | julio de 2015           | 26 de noviembre de 2020 | Alcalde elegido   | Fabiana Machín (PN) Roberto Percovich (PN) Gustavo Delgado (FA) Darlington Bianchi (FA) |
| 3  | Damaso Panni   | Partido Nacional PN | 27 de noviembre de 2020 | 2025                    | Alcalde reelegido | Marcelo Reymundi (FA) María Machín (PN) Roberto Percovich (PN) Artemio Rodríguez (PN)   |